# Gérard Prunier
Gérard Prunier (Neuilly-sur-Seine, 14 d'octubre de 1942) és un historiador francès naturalitzat canadenc especialitzat en la Banya d'Àfrica i l'Àfrica oriental.

## Biografia
Va estudiar ciències polítiques a l'Institut d'Estudis Polítics de París de 1961 a 1966 i es va llicenciar en sociologia a la facultat de lletres i ciències humanes de la Universitat de París X Nanterre de 1966 a 1969, amb un any de mobilitat a la Universitat Harvard i una estada a Caracas. El 1981 va obtenir un doctorat en Història d'Àfrica a l'Escola d'Estudis Superiors en Ciències Socials (EHESS) amb una tesi titulada La question indienne en Ouganda (1894-1972)
Després d'haver triat establir-se al Canadà el 1970, es va implicar en diverses activitats abans de ser enviat com a cooperant a Uganda pel Servei Universitari Canadenc d'Ultramar (SUCO). Davant les atrocitats d'Idi Amin es va refugiar a Tanzània (1972-1974) i finalment va tornar al Canadà, on és fou treballador social a Ottawa abans d'intentar retornar a les muntanyes Rocoses (1976-1979). Aquest experiment culminà en un carreró sense sortida, llavors va decidir tornar a París per escriure la seva tesi i per fer campanya pel Partit Socialista. El va deixar a causa del desacord sobre la qüestió de Ruanda el 1984, es va unir al CNRS a París com a investigador en el domini africà (que porta a terme missions a Egipte, Sudan, Uganda, Kenya, Etiòpia, Djibouti, Somàlia, Rwanda, Burundi, Congo-Kinshasa).
El 1994 va abandonar el Partit Socialista causa de la política francesa a Ruanda, va aconsellra als militars francesos sota l'Operació Turquesa que es desenvolupava a Ruanda.
Fou destacat del CNRS com a director del Centre Francès d'Estudis Etiòpics a Addis Abeba de 2001 a 2006.
Gérard Prunier ha publicat nombrosos llibres i més de 120 articles.
Les aventures de l'heroi de la novel·la En désespoir de causes de Denis Tillinac mostra sorprenents similituds amb la vida de Gérard Prunier, que, sens dubte, la va inspirar.

## Llibres
- Karthala. Les Ethnies ont une histoire, 1989, p. 442. ISBN 2-86537-226-X..[6]
- Oxford University Press. Africa’s world war. Congo, the Rwandan genocide, and the making of a continental catastrophe, 2009. ISBN 978-0-19537420-9.
- CFEE-Karthala. L'Éthiopie contemporaine (directeur), 2007, p. 440. ISBN 978-2-84586-736-9.
- Éditions de La Table Ronde. Le Darfour. Un génocide ambigu, 2005. ISBN 978-2-71032-814-8.
- C. Hurst & Co. From Genocide to Continental War: The "Congolese" Conflict and the Crisis of Contemporary Africa, 2006. ISBN 978-1-85065-665-4.
- Columbia University Press. The Rwanda Crisis: History of a Genocide, 1995. ISBN 978-0231104081.
- Dagorno. Rwanda: le génocide, Paris - (Version française de The Rwanda crisis: History of a genocide), 1997.

## Articles
- "Burundi: A Manageable Crisis?", WRITENET (UK), October 1994
- "Sudan's regional war", Le Monde diplomatique, February 1997 (anglès)/(francès)
- "Rwanda: the Social, Political and Economic Situation[Enllaç no actiu]", WRITENET (UK), June 1997
- "Somaliland, a forgotten country", Le Monde diplomatique, October 1997 (anglès)/(francès)
- "Uganda, nearly a miracle", Le Monde diplomatique, February 1998 (anglès)/(francès)
- "Somalia re-invents itself", Le Monde diplomatique, April 2000 (anglès)/(francès)
- "Sudan: irreconcilable differences, Le Monde diplomatique, December 2002 (anglès)/(francès)
- "Did Somebody Say Genocide?: Gérard Prunier on Darfur", Harper's Magazine, August 2006
- "Darfur's Sudan problem", opendemocracy.net, 15 September 2006
- The Ethio-Eritrean Conflict: An Essay in Interpretation
- Armed Movements in Sudan, Chad, CAR, Somalia Eritrea and Ethiopia Arxivat 2016-03-04 a Wayback Machine.
- Somalia: Civil War, Intervention and Withdrawal 1990 - 1995
- From Fatigues to Three-Piece Suits: East African Guerrillas in Power[Enllaç no actiu]
- Why did South Sudan blow up in December 2013 and what is likely to happen as a result?